# Hélène Boissé
Pour les articles homonymes, voir Boisse (homonymie).
Hélène Boissé est une écrivaine québécoise née en Estrie en 1953. 
Elle possède une maîtrise en Littérature de l'Université de Sherbrooke. 

## Œuvres
Elle a publié quatre recueils de poésie.

## Honneurs
- 1989 - Prix Alphonse-Piché, octobre le lendemain
- 1990 - Mention au Prix Octave-Crémazie du Salon du livre de Québec
- 1990 - Prix Gaston-Gouin
- 1991 - Grand prix littéraire de la ville de Sherbrooke
- 1999 - Prix Gaston-Gouin